# Kościół św. Stanisława Biskupa w Pruścach
Kościół świętego Stanisława Biskupa w Pruścach – rzymskokatolicki kościół parafialny należący do parafii pod tym samym wezwaniem (dekanat rogoziński archidiecezji gnieźnieńskiej).

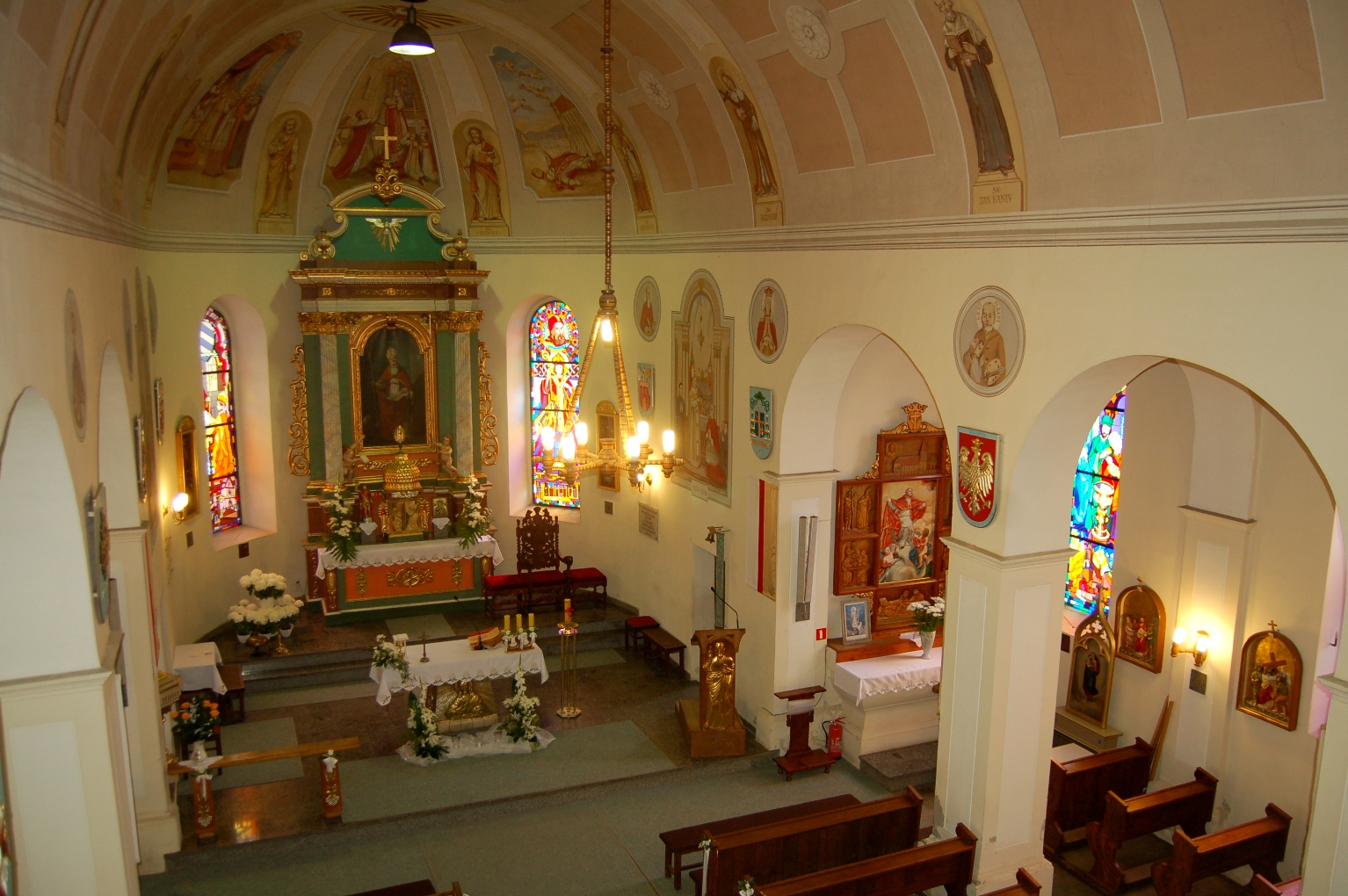
Wnętrze świątyni

Obecna świątynia, murowana, została wzniesiona w latach 1869-1871 i ufundowana przez ówczesnych dziedziców wsi – Szułdrzyńskich. Budowla jest orientowana, nosi cechy stylu klasycystycznego, bryła jest nakryta blaszanym dachem dwuspadowym. Od frontu jest umieszczona trójkondygnacyjna prostokątna wieża mieszcząca kruchtę w przyziemiu zwieńczona kulą i krzyżem. Układ wnętrza to pseudobazylika – nawa główna i prezbiterium tworzą jedną przestrzeń halową, z kolei nawy boczne oddzielają od nawy głównej arkady podparte filarami. Do wyposażenia kościoła należy XVIII-wieczny ołtarz główny z obrazem św. Stanisława Biskupa. Sklepienie prezbiterium jest ozdobione polichromią z 1981 roku wykonaną przez malarza Teodora Szukałę przedstawiającą apostołów Piotra i Pawła a także sceny z życia i męczeńskiej śmierci św. Stanisława Biskupa. W świątyni są umieszczone relikwie patrona parafii i znajdują się w feretronie podobnym do złotej kopuły katedry wawelskiej, zwieńczonym figurką świętego. W dniu 23 kwietnia 1982 roku arcybiskup Jerzy Stroba konsekrował w kościele sanktuarium św. Stanisława Biskupa.